# Gardyny
Gardyny [pronunciación en polaco: /ɡarˈdɨnɨ/] (en alemán: Gardienen) es una aldea ubicada en el distrito administrativo de Gmina Dąbrówno, dentro del condado de Ostróda, Voivodato de Varmia y Masuria, en el norte de Polonia. Se encuentra a unos 11 kilómetros al este de Dąbrówno, a 35 kilómetros al sureste de Ostróda, y a 46 kilómetros al suroeste de la capital regional Olsztyn.
El pueblo tiene una población de 420 habitantes.